# Hikanoptilon demoulini
Hikanoptilon demoulini är en tvåvingeart som beskrevs av Loïc Matile 1990. Hikanoptilon demoulini ingår i släktet Hikanoptilon och familjen platthornsmyggor.
Artens utbredningsområde är Kongo. Inga underarter finns listade i Catalogue of Life.